# Syndroom van Shprintzen-Goldberg
Het syndroom van Shprintzen-Goldberg is een zeer zeldzame erfelijke bindweefselaandoening met als belangrijkste kenmerken het optreden van craniosynostose, abdominale hernia's, cardiovasculaire afwijkingen en een verstandelijke beperking. Het syndroom dient niet verward te worden met het syndroom van Shprintzen.

## Geschiedenis
De vernoeming van het syndroom is gebaseerd op een beschrijving uit 1979 door een Amerikaanse spraakpatholoog genaamd Robert F. Shprintzen en de Amerikaans klinisch geneticus Rosalie B. Goldberg.
In 1978 werd de eerste beschrijving echter al gemaakt door G. Sugarman en M.W. Vogel.

## Symptomen
Bij het syndroom zijn er afwijkingen in het gelaat (dysmorfie), het skelet, de schedel en de verstandelijke ontwikkeling.
- Aangezicht: Brede neusbrug, hypertelorisme, micrognathie, langwerpig hoofd (dolichocefalie), strabismus, microglossie
- Cardiovasculair: Aneurysma, mitralisklepinsufficientie
- Huid: Doorschijnende huid, verlies van onderhuids vetweefsel
- Neurologisch: Verstandelijke beperking, hydrocefalus, durale ectasie, vertraging van de motorische ontwikkeling
- Schedel: Craniosynostose
- Skelet: Arachnodactylie, lange armen en benen, kromming van de wervelkolom, hypermobiliteit, camptodactylie, platvoeten
- Overig: Constipatie, gastroparese, longproblemen door skeletafwijkingen, myopie

## Differentiële diagnose
De skeletafwijkingen komen sterk overeen met het syndroom van Marfan. Om die reden werd het syndroom ook weleens marfanachtig craniosynostosesyndroom genoemd. Er bestaat ook overlap met het syndroom van Loeys-Dietz, mede vanwege de doorzichtige huid en gezichtsafwijkingen zoals hypertelorisme.

## Prevalentie
De aandoening komt voor bij minder dan 1 op de 1.000.000 personen. Tot op heden (2019) zijn er 60 patiënten met het syndroom gemeld. De overerving is autosomaal dominant, maar ontstaat vaak de novo.

## Diagnose
De diagnose wordt gesteld op basis van klinische verschijnselen. Deze zijn:
- Marfanoïde habitus
- Craniofaciale afwijkingen, voornamelijk craniosynostose, hangende mondhoeken, prominente wenkbrauwen en brede neusbrug
- Misvormingen van het skelet
- Cardiovasculaire afwijkingen
- Verstandelijke beperking en/of ontwikkelingsachterstand
- Omfalocele, ook wel een "open buik" genoemd
- Hypoplasie van de keelholte

## Genetica
Het syndroom is in het verleden gelinkt aan een mutatie op het FBN1-gen, maar deze gevallen bleken achteraf niet het door Shprintzen en Goldberg beschreven syndroom te zijn. In 1998 is het ook niet gelukt om een causaal verband met het FBN1-gen te vinden. Tot op heden is de oorzaak van het syndroom onbekend. Het syndroom houdt ook geen verband met bloedverwantschap in huwelijken.